# باربرا دي فينا
باربرا دي فينا (بالإنجليزية: Barbara De Fina)‏ هي منتجة أفلام أمريكية، ولدت في 28 ديسمبر 1949 في نيوجيرسي في الولايات المتحدة.

## وصلات خارجية
- باربرا دي فينا على موقع IMDb (الإنجليزية)
- باربرا دي فينا على موقع ميوزك برينز (الإنجليزية)
- باربرا دي فينا على موقع قاعدة بيانات الفيلم (الإنجليزية)